# Ascanio Pacelli
Ascanio Pacelli (Roma, 29 novembre 1973) è un conduttore televisivo, conduttore radiofonico e attore italiano.
Nato da nobile famiglia romana, ha i titoli nobiliari di "Nobile di Acquapendente", "Nobile di S. Angelo in Vado" e "Nobile Romano". Pro-pro-nipote di Eugenio Pacelli (papa Pio XII).

## Biografia
Figlio di don Filippo (nato a Roma il 13 febbraio 1941), gentiluomo di Sua Santità, e di Maria Antonietta Campedelli, esordisce nel mondo dello spettacolo nel 2004, partecipando alla quarta edizione del Grande Fratello, su Canale 5, dove riscuote un buon successo. Precedentemente al debutto televisivo era giocatore professionista di golf (sport che eserciterà anche in seguito), avendo partecipato a tornei nazionali ed internazionali dello European Challenge Tour. Nell'estate di quell'anno viene scelto per condurre il programma Real Fighters su Italia 1, in onda in seconda serata con bassi ascolti. Successivamente viene scelto per co-condurre, insieme a Enrica Bonaccorti, il programma televisivo dedicato agli animali Il mio migliore amico, in onda su Retequattro per tutta la durata della stagione 2004-2005.
A partire dal novembre del 2005 debutta (insieme alla moglie) anche come conduttore radiofonico per l'emittente nazionale Radio LatteMiele, nel programma quotidiano Appuntamento al buio.
A partire dal gennaio del 2006 passa in Rai, dove è scelto come inviato fisso per la trasmissione del sabato sera di Rai 1, Il treno dei desideri, condotta da Antonella Clerici. La trasmissione si ripeterà nel 2007 e 2008 con buon successo di ascolti, anche perché abbinata alla Lotteria Italia. Dal 2004 è inoltre nella rosa della squadra di calcio della nzionale calcio TV italiana. Nel 2011 debutta come attore nella fiction di Canale 5 Dov'è mia figlia?, interpretando il ruolo di un sequestratore. Nel 2011 debutta in teatro con la commedia Il sesso forte.
Nel 2025 torna in televisione come conduttore del programma The Golden Bachelor - Non è mai troppo tardi per innamorarsi in prima serata su Real Time.

## Vita privata
Sposa a Bracciano il 30 aprile 2005, Katia Pedrotti, figlia di Silvino, imprenditore minerario, conosciuta all'interno della casa del Grande Fratello, dalla quale ha avuto due figli: Matilda, nata a Roma il 12 novembre 2007, e Tancredi, nato a Roma il 25 febbraio 2013.

## Programmi TV
- Grande Fratello 4 (2004)
- Real Fighters (2004)
- Il mio migliore amico (2004-2005)
- Il treno dei desideri (2006-2008)
- Una valigia per due (2010)
- Better Magazine
- Sky Golf Club (2016)
- The Golden Bachelor - Non è mai troppo tardi per innamorarsi (2025)

## Filmografia
- Il treno dei desideri – serie TV (2006-2007)
- I Cesaroni – serie TV, episodio 3x14 (2009)
- Dov'è mia figlia?, regia di Monica Vullo – miniserie TV (2011)
- Non escludo il ritorno, regia di Stefano Calvagna  (2014)
- Il tempo è ancora nostro, regia di Maurizio Matteo Merli (2024)

## Teatro
- Il sesso forte, con Diego Ruiz e Walter Nanni. Teatro dei Satiri (2012)
- Ricette d'amore, di Cinzia Berni, regia di Diego Ruìz (2019-2020)

## Radio
- Appuntamento al buio, Radio LatteMiele (2005-2007)
- Senza titolo, Tele Radio Stereo 2 (2011-in corso)
- Swing Club, Tele Radio Stereo 2 (2012-2013)

## Ascendenza
|                                 |   |                                   | Genitori |  |  | Nonni |  |  | Bisnonni                      |  |  | Trisnonni                   |  |
|                                 |   |                                   |          |  |  |       |  |  | Francesco Pacelli (1874-1935) |  |  | Filippo Pacelli (1837-1916) |  |
|                                 |   |                                   |          |  |  |       |  |  | Francesco Pacelli (1874-1935) |  |  | Filippo Pacelli (1837-1916) |  |
|                                 |   | Virginia Graziosi (1844-1920)     |          |  |  |       |  |  | Francesco Pacelli (1874-1935) |  |  |                             |  |
| Marcantonio Pacelli (1907-2007) |   |                                   |          |  |  |       |  |  | Francesco Pacelli (1874-1935) |  |  |                             |  |
|                                 |   | Luigia Filippini Lera (1875-1920) | …        |  |  |       |  |  |                               |  |  |                             |  |
|                                 |   | Luigia Filippini Lera (1875-1920) | …        |  |  |       |  |  |                               |  |  |                             |  |
|                                 |   | Luigia Filippini Lera (1875-1920) | …        |  |  |       |  |  |                               |  |  |                             |  |
| Filippo Pacelli (1941-Viv)      |   | Luigia Filippini Lera (1875-1920) |          |  |  |       |  |  |                               |  |  |                             |  |
|                                 |   | Giulio Ricci Bartoloni            | …        |  |  |       |  |  |                               |  |  |                             |  |
|                                 |   | Giulio Ricci Bartoloni            | …        |  |  |       |  |  |                               |  |  |                             |  |
|                                 |   | Giulio Ricci Bartoloni            | …        |  |  |       |  |  |                               |  |  |                             |  |
| Gabriella Ricci Bartoloni       |   | Giulio Ricci Bartoloni            |          |  |  |       |  |  |                               |  |  |                             |  |
|                                 |   | Angiolina Mordenti                | …        |  |  |       |  |  |                               |  |  |                             |  |
|                                 |   | Angiolina Mordenti                | …        |  |  |       |  |  |                               |  |  |                             |  |
|                                 |   | Angiolina Mordenti                | …        |  |  |       |  |  |                               |  |  |                             |  |
| Ascanio Pacelli (1973-viv)      |   | Angiolina Mordenti                |          |  |  |       |  |  |                               |  |  |                             |  |
|                                 | … | …                                 |          |  |  |       |  |  |                               |  |  |                             |  |
|                                 | … | …                                 |          |  |  |       |  |  |                               |  |  |                             |  |
|                                 | … | …                                 |          |  |  |       |  |  |                               |  |  |                             |  |
| Aurelio Campedelli              | … |                                   |          |  |  |       |  |  |                               |  |  |                             |  |
|                                 |   | …                                 | …        |  |  |       |  |  |                               |  |  |                             |  |
|                                 |   | …                                 | …        |  |  |       |  |  |                               |  |  |                             |  |
|                                 |   | …                                 | …        |  |  |       |  |  |                               |  |  |                             |  |
| Maria Antonietta Campedelli     |   | …                                 |          |  |  |       |  |  |                               |  |  |                             |  |
|                                 |   | Augusto Benelli                   | …        |  |  |       |  |  |                               |  |  |                             |  |
|                                 |   | Augusto Benelli                   | …        |  |  |       |  |  |                               |  |  |                             |  |
|                                 |   | Augusto Benelli                   | …        |  |  |       |  |  |                               |  |  |                             |  |
| Alice Benelli                   |   | Augusto Benelli                   |          |  |  |       |  |  |                               |  |  |                             |  |
|                                 |   |                                   | …        |  |  |       |  |  |                               |  |  |                             |  |
|                                 |   |                                   |          |  |  |       |  |  |                               |  |  |                             |  |
|                                 |   | …                                 |          |  |  |       |  |  |                               |  |  |                             |  |
|                                 |   |                                   |          |  |  |       |  |  |                               |  |  |                             |  |